# 韦尔诺莱
韦尔诺莱（義大利語：Vernole），是意大利莱切省的一个市镇。总面积60平方公里，人口7409人，人口密度123.5人/平方公里（2009年）。ISTAT代码为075093。